# 秋元寿恵夫
秋元 寿恵夫（秋元 壽惠夫、あきもと すえお、1908年3月13日 - 1994年2月4日）は、医師、著作家。筆名室田 有。

## 経歴
長野県長野市生まれ。一家は旧諏訪藩士の家系。精神医学者秋元波留夫は実兄。旧制東京府立第五中学、旧制第一高等学校卒業後、東京帝国大学医学部医学科で血清学を専攻し、1938年卒業、1943年大学院博士課程修了、医学博士。同年満州国平房の関東軍防疫給水部本部（731部隊）に加わった。
戦後は東京民主医療機関連合会結成に参加。1949年、臨床検査法の確立と検査技師の教育・育成を目的とする秋元研究所（1952年より病体生理研究所）を開設。長尾研究所、神奈川保健所勤務を経て、1959年3月-1966年3月横浜市衛生研究所長、1966年4月-1984年5月病体生理研究所長、1967年1月新日本臨床検査技師学校長。この間、1966年新日本医師協会会長、東京保健会理事長などを務めた。
戦後医学研究者の道を捨て、医学教育に携わり臨床検査技師の地位向上に努めた。医の倫理、科学者の倫理を唱え続け、原水爆禁止運動にも参加した。731部隊参加について幹部研究者としては唯一反省を公に表明、「命令に逆らったり解剖をしなかったりしたら、教授に破門されるか軍法会議にかけられる。だからやむを得ず行った」、しかし「あの時に抵抗すべきだった」と述べた。

## 著書
- 『生きた反應 血清學史の一斷面』柏葉書院 1943
- 『レオナルド・ダ・ヴィンチの解剖手稿 デラナトミア集輯A及びBの研究』和敬書店 1947
- 『ぼくらは自然をどう見るか』誠文堂新光社(子供の科学文庫) 1948
- 『近代醫學の道』世界評論社 新世代叢書 1949
- 『医学概論 病むとはいかなることか』河出書房 学芸新書 1952
- 『細菌とたたかった人々』さ・え・ら書房 さ・え・ら伝記ライブラリー 1965
- 『ウイルスの謎』ポプラ・ブックス ポプラ社 1971年
- 『人間・野口英世 医学につくした努力の生涯』偕成社 少年少女世界のノンフィクション 1971、のち文庫
- 『自然を返せ、人間を返せ』偕成社 1974
- 『医の倫理を問う 第731部隊での体験から』勁草書房 1983

### 翻訳
- ポール・ド・クライフ『微生物を追ふ人々』第一書房 1942
  - 『微生物の狩人』岩波文庫 1980
- ローザ・ルクセンブルク『獄中からの手紙』世界文学社 1952、のち岩波文庫
- シッペン『生命の神秘をさぐる 生物の謎にいどむ人々』偕成社 少年少女世界のノンフィクション 1968